# Вечерний звон (картина)
«Вечерний звон» — пейзаж русского художника Исаака Левитана (1860—1900), написанный в 1892 году. Принадлежит Государственной Третьяковской галерее (инв. 5663). Размер — 87 × 107,6 см (по другим данным, 87,5 × 109 см). На картине изображён монастырь, стоящий у излучины реки и освещённый вечерними солнечными лучами. Некоторые исследователи рассматривают «Вечерний звон» как вариант более раннего полотна «Тихая обитель» (1890), на котором был изображён аналогичный монастырь.
Левитан работал над картиной «Вечерний звон» в 1892 году. В декабре 1892 года полотно было отправлено в Санкт-Петербург, а затем послано на Всемирную выставку 1893 года в Чикаго, где оно экспонировалось под названием «Монастырь под праздник». Впоследствии картина находилась в семейной коллекции Философовых-Ратьковых-Рожновых, а в 1918 году она была передана в Третьяковскую галерею.
Искусствовед Алексей Фёдоров-Давыдов писал, что в «Вечернем звоне» Левитану удалось «достигнуть впечатления общности и единства изображения, гармонии частей в целом». По мнению искусствоведа Владимира Петрова, это полотно является «одним из самых песенных, музыкальных и совершенных по своему художественному строю произведений Левитана». По его словам, несмотря на сходный с «Тихой обителью» мотив, картина «Вечерний звон» «тем не менее лишена вторичности, обладает своим, неповторимым обаянием, своим „аккордом“».

## История

### Предшествующие события и работа над картиной
Идея создания картины, изображающей вид монастыря в лучах заходящего солнца, пришла к Левитану в 1887 году, когда он жил в Слободке под Звенигородом и наблюдал на закате Саввино-Сторожевский монастырь. Два года спустя, уже будучи в Плёсе, в поисках новых мотивов для картин Левитан поехал в Юрьевец и недалеко от него увидел небольшой монастырь, вид которого возродил у него желание написать такой пейзаж. Таким образом, в сюжете будущих произведений переплелись видения этих двух монастырей.

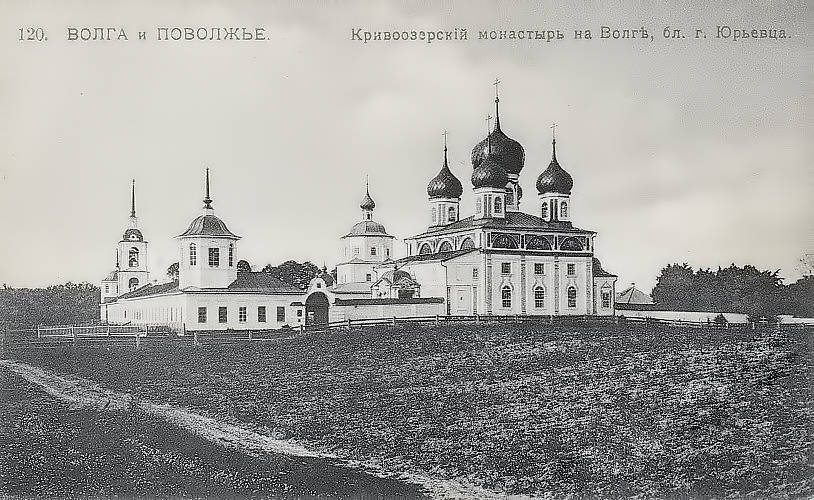
Кривоезерский монастырь на Волге близ города Юрьевца (фотография 1913 года)

Монастырь, который был рядом с Юрьевцем, назывался Кривоезерским, встречаются также названия Кривозерский и Кривоозерский (после 1917 года он был закрыт, а в середине 1950-х годов попал в зону затопления Горьковского водохранилища). Сначала похожий монастырь был изображён Левитаном на полотне «Тихая обитель» (1890), также хранящемся в Третьяковской галерее, а затем, два года спустя, на картине «Вечерний звон». В обоих произведениях в составе монастыря изображена колокольня шатрового типа (с конусообразным верхом). По разным предположениям, в качестве её прообраза художник мог использовать или колокольню на Соборной горе в Плёсе, или колокольню Воскресенской церкви в селе Решма.
Левитан создавал картину «Вечерний звон» в 1892 году, после окончания работы над полотном «У омута». По поводу происхождения названия картины существуют разные предположения. По одной версии, предложенной автором биографии Левитана Софьей Пророковой, название «Вечерний звон» могло быть связано с одноимённой песней композитора Александра Алябьева на слова Ивана Козлова. По словам Пророковой, Левитан часто напевал эту песню — вероятно, при работе над картиной она напоминала ему «летние вечера Плёса, когда всё многоголосие церковных колоколов вступало в строй и певучий благовест разносился окрест». По другой версии, приведённой в монографии искусствоведа Алексея Фёдорова-Давыдова, Левитан мог выбрать это название под воздействием сборника стихотворений Якова Полонского «Вечерний звон», вышедшего в 1890 году и содержащего произведения поэта, написанные в 1887—1890 годах. Последнее стихотворение этого сборника так и называлось — «Вечерний звон».
Известно о существовании этюда для картины «Вечерний звон», под названием «Вечер» (размер — 35 × 39 см). Этот этюд, датированный 1891 годом, хранится в частном собрании в Чехии. На нём изображён пейзаж, сходный с тем, который вошёл в окончательную версию полотна, — в похожем вечернем освещении и в аналогичной красочной гамме, «только без берега спереди и без монастырских зданий».

### После создания

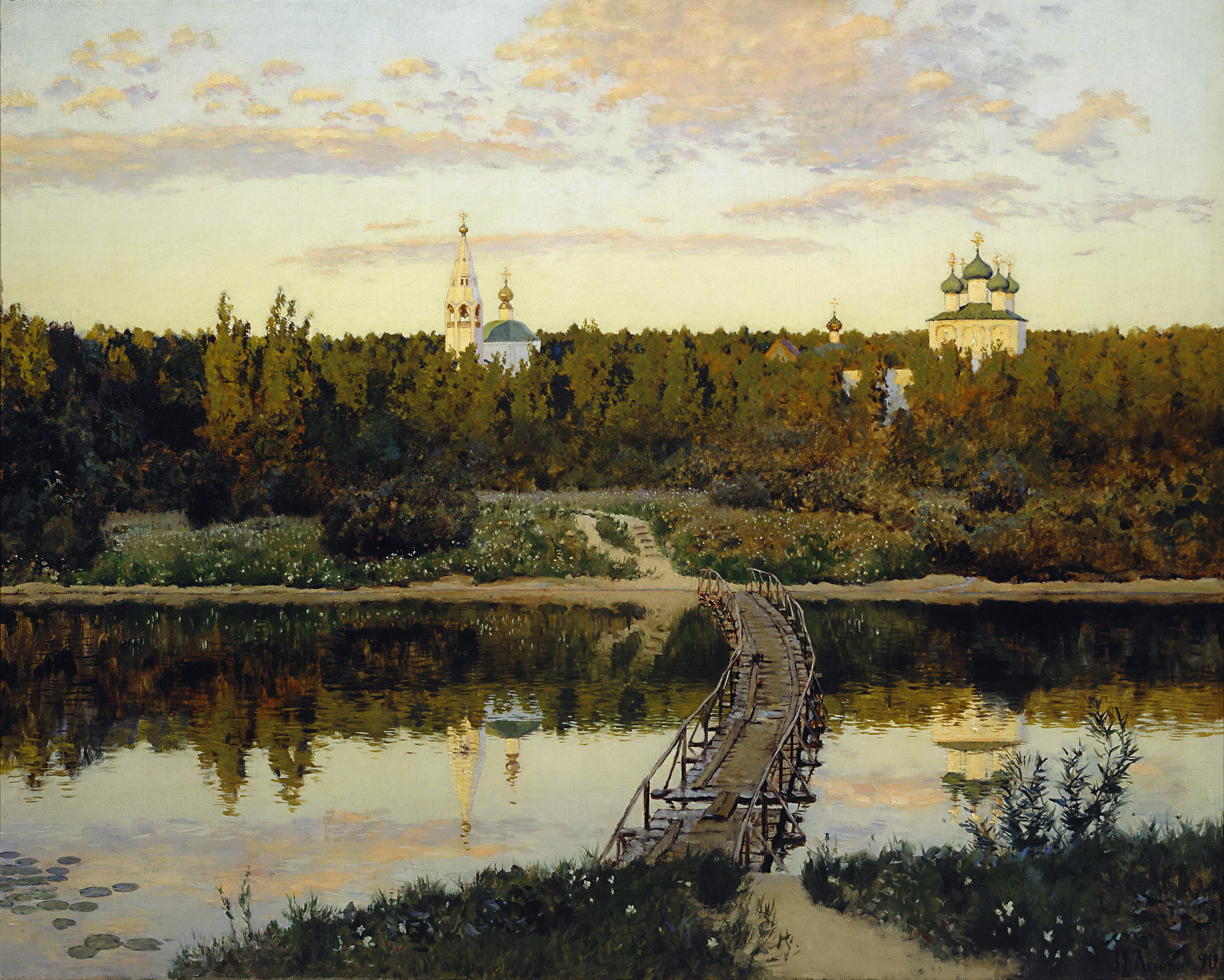
Тихая обитель (холст, масло, 87.5 × 108 см, 1890, ГТГ)

В декабре 1892 года картина «Вечерний звон» (под названием «Вид монастыря накануне праздника») была отправлена в Санкт-Петербург, в Академию художеств, для русского отдела Всемирной выставки 1893 года в Чикаго. Полотно экспонировалось в Чикаго под названием «Монастырь под праздник» (англ. A convent on the eve of a holiday). В 1901 году картина «Вечерний звон», под названием «Тихая обитель», была выставлена на посмертной выставке Левитана, проходившей в Санкт-Петербурге.
Впоследствии полотно «Вечерний звон» находилось в семейной коллекции Философовых-Ратьковых-Рожновых, к 1918 году — в собрании Зинаиды Ратьковой-Рожновой (1870—1966, урождённой Философовой, дочери Владимира Дмитриевича и Анны Павловны Философовых). Покидая Россию в 1918 году, Зинаида Владимировна передала в Третьяковскую галерею ряд произведений искусства из своего московского собрания, среди которых, помимо левитановского «Вечернего звона», были картины Алексея Венецианова, Валентина Серова и других художников.
Картина «Вечерний звон» экспонировалась на ряде выставок, в том числе на персональных выставках Левитана, состоявшихся в 1938 году в Государственной Третьяковской галерее в Москве и в 1939 году в Государственном Русском музее в Ленинграде, а также на юбилейной, посвящённой 100-летию со дня рождения художника выставке, проходившей в 1960—1961 годах в Москве и Ленинграде (на киевской части той же выставки картина не экспонировалась). В 1971—1972 годах полотно принимало участие в приуроченных к столетию ТПХВ выставках «Передвижники в Государственной Третьяковской галерее» и «Пейзажная живопись передвижников» («Вечерний звон» экспонировался только в Москве). В 1988 году картина экспонировалась на выставке «1000-летие русской художественной культуры», проходившей в Москве, Ганновере и Висбадене. Она также была одним из экспонатов юбилейной выставки к 150-летию со дня рождения Левитана, проходившей с октября 2010 года по март 2011 года в Новой Третьяковке на Крымском Валу.
По мотивам картины «Вечерний звон» поэт Николай Рубцов в 1960 году написал стихотворение «Левитан», содержащее следующие строки: «И колокольцем каждым в душу — / любого русского спроси! — / звонит, как в колокол, — не глуше, — / звон левитановской Руси!».

## Описание
На картине «Вечерний звон» изображён монастырь, стоящий у излучины реки и освещённый вечерними солнечными лучами. Монастырь окружён осенним лесом, по небу плывут облака — всё это отражается в зеркальной глади спокойно текущей реки. Важное место в композиции картины занимает «высокое предзакатное небо, чисто и светло отражающееся в водах». Полагают, что понимание красоты и поэзии старых храмов было унаследовано Левитаном от его учителя Алексея Саврасова.
Как и в «Тихой обители», монастырь, изображённый на картине «Вечерний звон», находится за рекой, а на переднем плане виден кусок ближнего берега. Однако, по сравнению с «Тихой обителью», река стала более широкой, и её не пересекает утлый деревянный мостик — лавы. У ближнего берега находятся лодки и небольшой мостик-причал, по реке плывёт лодка с людьми. Монастырские здания на другой стороне реки аналогичны изображённым в «Тихой обители», но они стали более открытыми, не столь сильно загороженными деревьями, — «ансамбль как бы „раскрылся“ на зрителя», а дорожка не пропадает в кустах, а ведёт прямо к монастырским воротам.
По сравнению с «Тихой обителью», значительным изменениям подвергся пейзаж, окружающий монастырь. Река теперь проходит слегка по диагонали, а в правой части делает крутой изгиб и уходит за монастырь, который — вместе с окружающей его рощей — оказывается расположенным на излучине. Искусствовед Алексей Фёдоров-Давыдов писал, что «бросается в глаза несравненно бо́льшая пространственность „Вечернего звона“, сказывающаяся и в широте и глубине пространства нового пейзажа и в диагональности динамической асимметрии композиции».
Фрагменты картины «Вечерний звон»

## Отзывы
Обсуждая направление, в котором развивалось творчество Левитана в конце 1880-х — начале 1890-х годов, искусствовед Алексей Фёдоров-Давыдов отмечал, что в основе непрерывных поисков «всё новых и новых обобщающих образов» лежало раздумье. По его словам, вслед за «волжской сюитой» 1889 года Левитан создал в 1892 году «ряд наиболее „литературных“ и „философских“ своих картин — „Вечерний звон“, „У омута“, „Владимирка“ и, наконец, как завершение, своеобразный их синтез, симфонию „Над вечным покоем“ (1894)». Называя «Вечерний звон» вариантом «Тихой обители», Фёдоров-Давыдов признавал, что в полотне 1892 года Левитан сделал решительный шаг в сторону «сочинённости» пейзажа: «Это — первый у него пейзаж, который не существовал как таковой в натуре». По мнению Фёдорова-Давыдова, пейзаж был образован художником «из соединения двух натуральных изображений», и Левитану удалось «мастерски сочетать эти два мотива в своей картине и достигнуть впечатления общности и единства изображения, гармонии частей в целом».

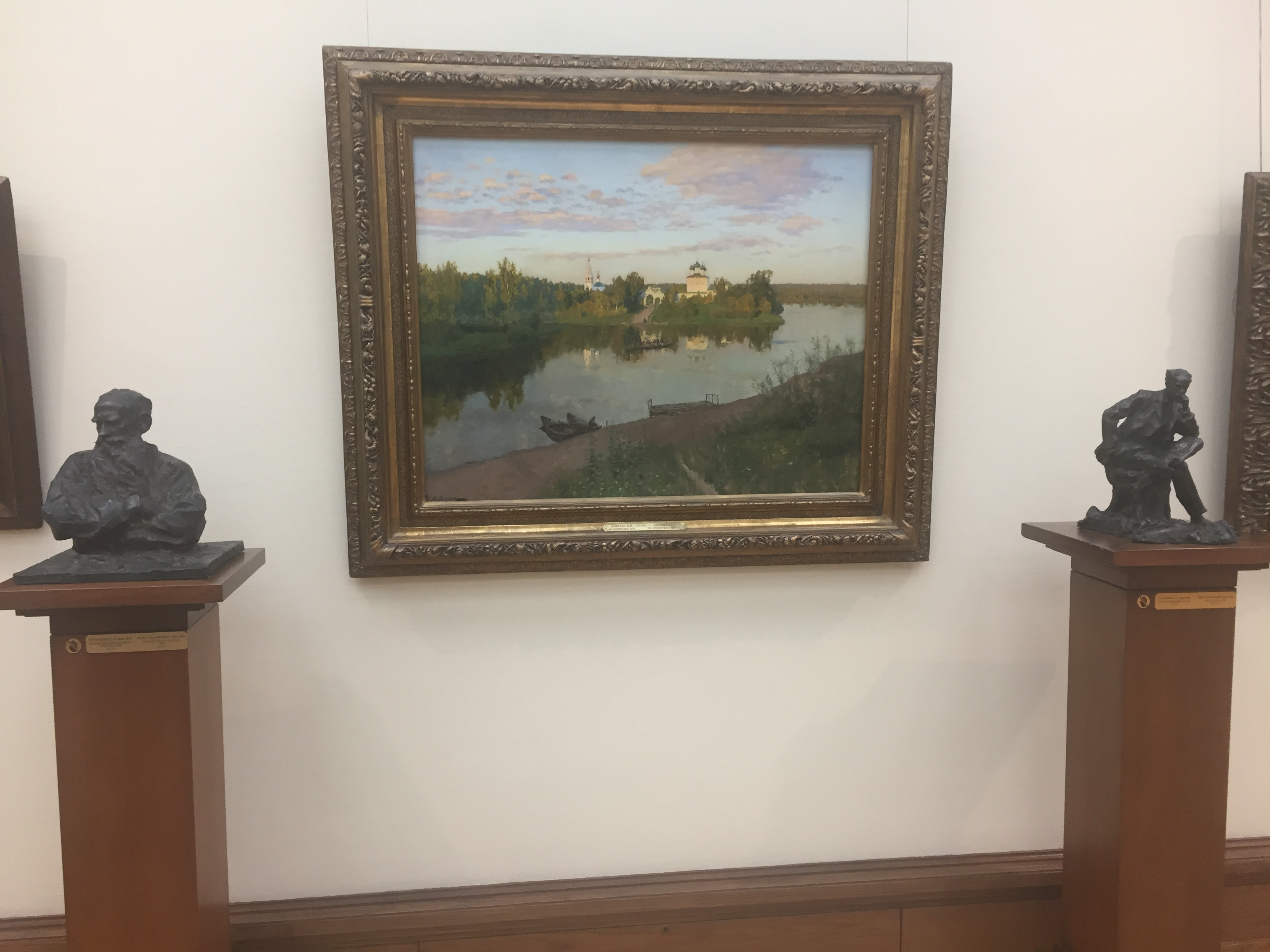
Картина «Вечерний звон» в Левитановском зале ГТГ

По словам искусствоведа Серафима Дружинина, полотно «Вечерний звон» проникнуто «светлым умиротворённым чувством». Дружинин писал, что в построенном на «гармоническом сочетании холодных и тёплых тонов» колорите картины Левитану удалось передать «те чувства, которые мог испытать тонко воспринимающий природу человек, слушая тающий в воздухе вечерний звон» и испытывая грусть из-за того, что в жизни нет такой же гармонии, как в природе.
Искусствовед Глеб Поспелов причислял «Вечерний звон», наряду с более ранними левитановскими картинами «Вечер. Золотой Плёс» (1889, ГТГ) и «Тихая обитель» (1890, ГТГ), к числу важных произведений, представляющих идею «приюта» в пейзажном творчестве русских художников конца XIX века. Под «приютом» Поспелов понимал «укрытый от бурь безмятежный край, где человеческая душа не только оттаивает, но и прорастает», при этом мотив «приюта» также включал в себя «ощущение пути, который нужно преодолеть, чтобы достигнуть виднеющегося в глубине пристанища». По мнению Поспелова, в «Вечернем звоне» тема приближения к «обители» уже не столь заметна; в то же время более значительную роль, чем в двух предшествующих картинах, играет «впечатление достигнутой тишины».
По мнению искусствоведа Владимира Петрова, полотно «Вечерний звон», в котором «нашли проникновенное воплощение сокровеннейшие струны поэтических стремлений художника и его современников», является «одним из самых песенных, музыкальных и совершенных по своему художественному строю произведений Левитана». Признавая, что картина «Вечерний звон» близка по мотиву «Тихой обители», Петров отмечал, что она «тем не менее лишена вторичности, обладает своим, неповторимым обаянием, своим „аккордом“». По словам Петрова, в «Вечернем звоне» — главным образом, благодаря удачному пространственному решению, — Левитан достигает «ещё большей, нежели в „Тихой обители“, поэтической масштабности, универсальности образа».